# ナイトコール
『ナイトコール』は、the ARROWSの4枚目のシングルである。

## 概要
- 前作から2ヶ月でのシングルとなる。

## 収録曲
全曲 作詞/作曲：坂井竜二
1. ナイトコール
編曲：the ARROWS
2. 薄着のあの娘が大好き
編曲：the ARROWS
3. ナイトコール CAPTAIN FUNK“Glitter Night Club Mix”

## 収録アルバム
- ARROW HELLO WONDERFUL WORLD（2006年7月12日）